# Oogspierchirurgie
Oogspierchirurgie (ook: extraoculaire spierchirurgie, strabismusoperatie of oogstandchirurgie) is een operatie aan de extraoculaire spieren om scheelzien (een verkeerde oogstand) te corrigeren. Met ongeveer 1,2 miljoen ingrepen per jaar is de extraoculaire spierchirurgie de op twee na meest voorkomende oogoperatie in de Verenigde Staten. De eerste succesvolle oogspieroperatie werd op 26 oktober 1839 uitgevoerd door Johann Friedrich Dieffenbach bij een 7-jarig kind met esotropie. William Gibson of Baltimore, algemeen chirurg en professor aan de Universiteit van Maryland, had in 1818 al eerdere pogingen ondernomen.
Het idee om scheelzien te behandelen door een deel van de extraoculaire spiervezels door te snijden, werd in 1837 voor het eerst gepubliceerd in de Amerikaanse kranten door de oogarts John Scudder uit New York.

## Soorten operatietechnieken
- Scheelzien kan meestal verholpen worden met een operatie aan de oogspieren. We onderscheiden de volgende technieken:[4][5]
  - Operaties om te spier losser te maken/te verzwakken
    - Recessie houdt in dat de aanhechting van de spier naar achteren wordt verplaatst.
    - Myectomie
    - Myotomie
    - Tenectomie
    - Tenotomie

  - Technieken die de spier korter/strakker maken
    - Bij resectie wordt een van de oogspieren losgemaakt. Een deel van het distale uiteinde van de spier wordt weggehaald. De spier wordt vervolgens opnieuw aan het oog bevestigd.[6]
    - Instoppen
    - Het is ook mogelijk om de oogspier vanaf de oorspronkelijke plaats van bevestiging op de oogbol naar voren te verplaatsen.

  - Technieken om te spier te verplaatsen/op een nieuwe plek aan te hechten
  - Bij een operatie met verstelbare hechting wordt de extraoculaire spier opnieuw bevestigd met een hechting die in de eerste dag na de operatie nog kan worden ingekort of verlengd. Zo verkrijgt men een betere oogstand.[7][8]

Een oogspieroperatie gebeurt in dagbehandeling. De patiënt blijft slechts een paar uur in het ziekenhuis en er is weinig preoperatieve voorbereiding nodig. De gemiddelde duur van de operatie hangt af van verschillende factoren. Na de operatie kan patiënt last hebben van pijnlijke, rode ogen. Een volgende operatie aan dezelfde oogspier geeft meestal meer pijnklachten. Resectie van de oogspieren geeft meer postoperatieve pijn dan recessie. De roodheid zal bij resectie ook langer aanhouden. Soms treedt meteen na de operatie braken op.
De chirurg zal de ogen van de patiënt afdekken met een pleister, zodat er geen licht in het oog komt. Het is het beste om deze pleister te laten zitten. Als het oog geprikkeld wordt (vb. licht, oogbewegingen) kan dat last of pijnklachten geven.

## Resultaten

### Oogstand en functionele wijzigingen
Over- en ondercorrectie: het kan zijn dat de oogstand na de operatie perfect of bijna perfect is (orthoforie). Het is echter ook mogelijk dat er over- of ondercorrectie optreedt. In dat geval zal verdere behandeling noodzakelijk zijn. Soms moet er nogmaals worden geopereerd. Als de patiënt na de operatie in staat is om een zekere mate van binoculaire fusie te bereiken, is de kans groter dat de goede oogstand over een langere periode behouden zal blijven. Er werd een studie uitgevoerd met kinderen met esotropie die zes maanden na de ingreep ofwel een kleine esotropie (8 dioptrieën) of een kleine exotropie van dezelfde grootte vertoonden. De onderzoekers stelden vast dat de kinderen met een kleine esotropie meer kans hadden op een correcte oogstand vijf jaar na de ingreep dan de kinderen met exotropie. Het lijkt erop dat vroeg opereren bij kinderen met esotropie een betere binoculair zicht geeft na de operatie.
Andere afwijkingen: Oogspierchirurgie voor aandoeningen van de schuine oogspieren kan resulteren in een verkeerde oogstand. Allereerst kan er een gedissocieerde verticale afwijking optreden. Er zijn aanwijzingen dat de afwijking minder ernstig is als het kind op zeer jonge leeftijd wordt geopereerd. Ten tweede kan een oogspieroperatie ook resulteren in subjectieve en objectieve cyclodeviatie. Als de ogen er niet in slagen de afwijking te compenseren, kan dit resulteren in cyclotropie en roterend dubbel zicht (cyclodiplopie). Het is bekend dat verticale afwijkingen, A- en V-patronen en cyclotropie na zuivere horizontale rectusspieroperaties kunnen worden ondervangen of vermeden door bepaalde chirurgische voorzorgsmaatregelen te nemen.
Functionele overwegingen: Een vaak voorkomend gevolg van oogspierchirurgie is microtropie als gevolg van een operatie (dit staat ook bekend als het monofixatiesyndroom).
Functionele verbeteringen en andere voordelen: Lange tijd werd gedacht dat volwassen patiënten met langdurig strabisme alleen esthetische verbetering konden bereiken. In de afgelopen jaren zijn er gevallen geweest waarin ook bij dit type patiënten sensorische fusie optrad, op voorwaarde dat na de operatie een zeer goede oogstand kon worden bereikt. Als de oogstand voorafgaand aan de operatie naar binnen afwijkt zal de operatie het binoculaire gezichtsveld van de patiënt vergroten, waardoor het perifere zicht wordt verbeterd. Een betere oogstand heeft bovendien ook vaak psychosociale en economische voordelen voor de patiënt.

### Complicaties
Diplopie (dubbelzien) komt vrij vaak voor in de eerste paar weken na de operatie.
Complicaties die zelden of zeer zelden optreden na een operatie zijn onder andere: ooginfectie, bloeding in geval van sclerale perforatie, losraken van de oogspier, of zelfs verlies van gezichtsvermogen.
Oogspierchirurgie kan littekens geven (fibrose). Als er veel littekenvorming is, is dit zichtbaar als gezwollen en rood weefsel op het oogwit. Fibrose kan worden verminderd door gebruik van mitomycine C tijdens de operatie.
Minimaal-invasieve oogspierchirurgie (MIOS) is een relatief nieuwe methode, voornamelijk ontwikkeld door de Zwitserse oogarts Daniel Mojon. Deze operatietechniek kan het risico op complicaties verminderen. Het gezichtsvermogen verbetert sneller en de wond zal vlotter genezen. Deze ingreep wordt uitgevoerd onder een operatiemicroscoop. De incisies in het bindvlies zijn veel kleiner dan bij conventionele oogspierchirurgie. Uit een studie gepubliceerd in 2017 blijkt dat er na een MIOS minder complicaties optreden als zwelling van het bindvlies en het ooglid. De resultaten op de lange termijn zijn bij beide groepen vergelijkbaar. MIOS is geschikt voor alle soorten oogspierchirurgie: recessies, resecties, transposities, en plicaties van de rechte oogspieren, zelfs als de beweeglijkheid van de spier beperkt is.
Potentieel levensbedreigende complicaties bij oogspierchirurgie als gevolg van de oculocardiale reflex komen maar uiterst zelden voor. 

## Meer lezen
- Wright, Kenneth W.; Thompson, Lisa S.; Strube, Yi Ning; Coats, David K. (August 2014). "Novel strabismus surgical techniques—not the standard stuff". Journal of American Association for Pediatric Ophthalmology and Strabismus (JAAPOS). 18 (4): e47. doi:10.1016/j.jaapos.2014.07.152.
- Kushner, Burton J. (2014). "The Benefits, Risks, and Efficacy of Strabismus Surgery in Adults". Optometry and Vision Science. 91 (5): e102–e109. doi:10.1097/OPX.0000000000000248. ISSN 1040-5488. PMID 24739461.
- Engel JM (September 2012). "Adjustable sutures: an update". Current Opinion in Ophthalmology. 23 (5): 373–6. doi:10.1097/ICU.0b013e3283567321. PMID 22871879.